# 氧化亚镓
氧化亚镓，或氧化镓(I)是一种无机化合物，化学式Ga2O。

## 制备
氧化亚镓可以由镓在真空还原氧化镓而成:
{\displaystyle \mathrm {Ga_{2}O_{3}+4\ Ga\longrightarrow 3\ Ga_{2}O} }

## 性质
氧化亚镓是棕黑色反磁性固体，可抵抗干燥空气中的进一步氧化。它在500 °C以上开始分解, 速率则由环境决定(真空、惰性气体、空气)。